# Earendel
WHL0137-LS, también conocida como Earendel (en antiguo anglosajón 'Estrella de la mañana'), es una estrella supergigante azul observada a través de una lente gravitacional.  Es la estrella individual más distante detectada, a 12.900 millones de años luz de la Tierra, a partir de marzo de 2022.  Earendel, que  tiene una muy pequeña probabilidad de ser una estrella de Población III, es una estrella muy antigua lo que significa que pudiera contener mayoritariamente los elementos primordiales hidrógeno o helio y una casi nula metalicidad.
La luz de la estrella se emitió 900 millones de años después del Big Bang.

## Historia
Los astrónomos del telescopio espacial Hubble encontraron la estrella en 2022, describiéndola como un astro 50 veces más grande que el Sol, a 12.900 millones de años luz del planeta Tierra y con una temperatura cercana a los 20 mil grados centígrados, aunque ya está extinta. Su luz, tal como ha sido observada por el telescopio, fue emitida 900 millones de años después de la formación del universo con el Big Bang.
Las observaciones fueron posibles gracias a un "raro alineamiento cósmico", lo que significa que Earendel puede que sea la única estrella de su época que podremos ver. El autor de la publicación, Brian Welch, comentó que estudiar esta estrella "será una ventana dentro de una era del universo con la que no estamos familiarizados, pero que derivó en todo lo que conocemos".